# شاندور فيرينتزي
شاندور فيرينتزي (بالمجرية: Ferenczi Sándor)‏ (7 يوليو 1873- 22 مايو 1933)، محلل نفسي مجري ومنظِّر رئيسي في مدرسة التحليل النفسي وأحد المقربين من سيغموند فرويد.

## السيرة الذاتية
ولِد شاندور فرانكل لكل من باروخ فرانكل وروزا إيبنشوتز -كلاهما من اليهود البولنديين، ثم قام شاندور في وقت لاحق بتغيير لقبه لفيرينتزي.
صدّق فيرينتزي روايات مرضاه حول الاعتداء الجنسي الذي تعرضوا له عندما كانوا أطفالًا بعد التحقق من روايات مرضى آخرين من نفس العائلة. وكان هذا السبب الرئيسي لخلافه مع سيغموند فرويد.
كان بارزًا قبل هذا الاستنتاج كخبير تحليل نفسي عمل مع أصعب المرضى وطور نظرية تدعو لتدخل أكثر فعالية من المعتاد في التحليل النفسي. انتقد فيرينتزي في أوائل عشرينيات القرن العشرين طريقة فرويد المحايدة وتعاون مع أوتو رانك لإنشاء علاج نفسي آني قاد الأمريكي كارل روجرز -بسبب تأثير رانك- إلى وضع العلاج المتمركز حول الشخص (كرامر 1995).

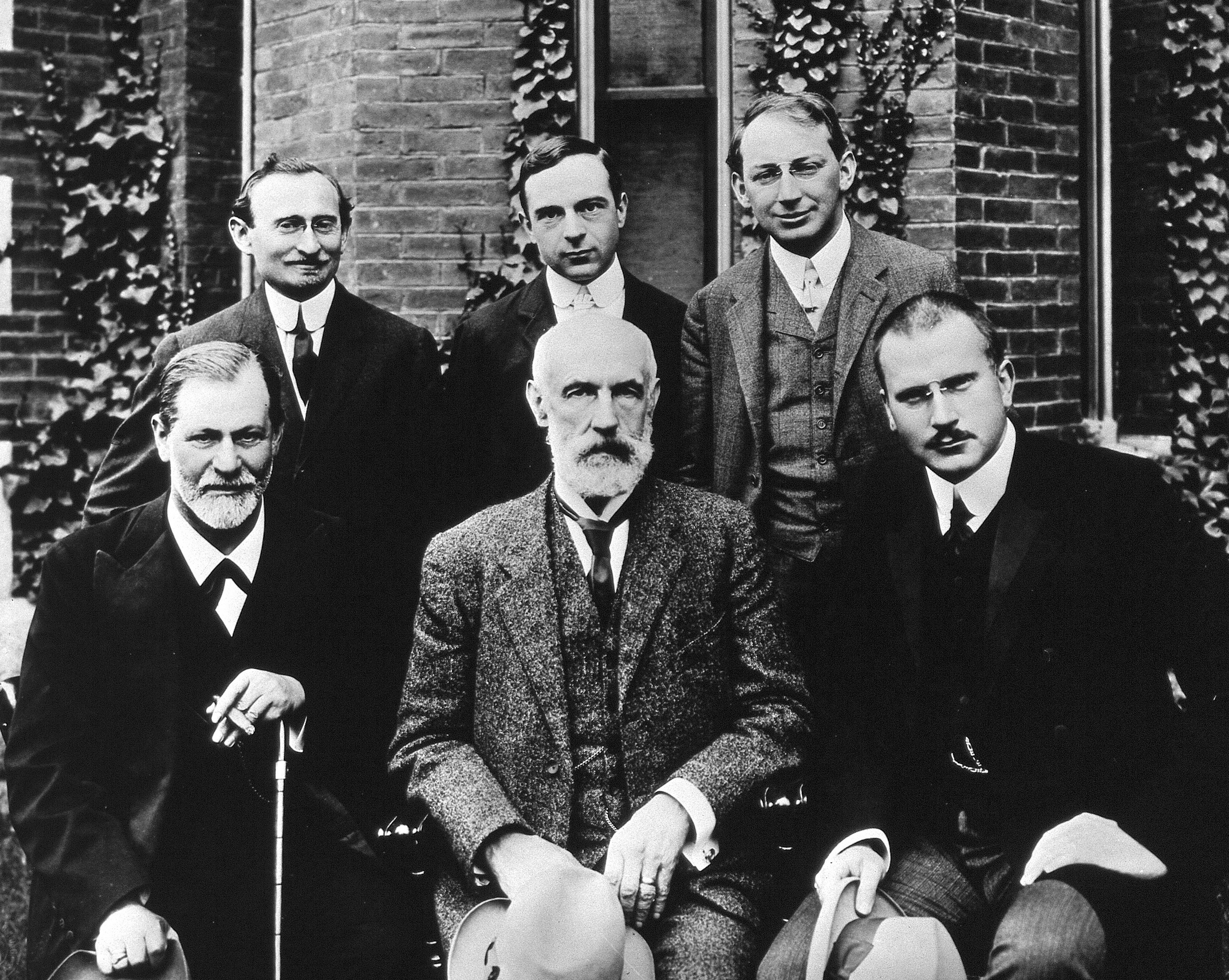
جالسًا من اليسار إلى اليمين: سيغموند فرويد وشاندور فيرينتزي وهانس ساكس. وواقفًا: أوتو رانك وكارل أبراهام وماكس إيتينغن وإرنست جونز. صورة 1992

وجد فيرينتزي في العصر الحديث الاهتمام من أتباع جاك لاكان وكذلك من المحللين النفسيين العلائقيين (الذي يركزون على دور العلاقات بصحة المرء العقلية) في الولايات المتحدة. يدعم المحللون العلائقيون فيرينتزي لأنهم يرونه كمتنبئ بتركيزهم السريري على التبادلية (الحميمة) وتوافق الذوات وأهمية تبادل المشاعر بين المحلل النفسي والشخص المدروس (انتقال مقابل). أثّر عمل فيرينتزي بشدة على نصوص وممارسة نظرية العلاقات الشخصية في التحليل النفسي الأمريكي، وهذا ما أبداه المحللون النفسيون في معهد ويليام آنسون وايت.
كان فيرينتزي رئيس الرابطة التحليلية الدولية من 1918 وحتى 1919.
قال إرنست جونز -وهو كاتب سيرة حياة فرويد- إن فيرينتزي أصبح مضطربًا عقليًا في نهاية حياته متجاهلًا معاناته من فقر الدم الخبيث الذي أودى بحياته في عام 1933. استطاع فيرينتزي إيصال ورقته الأشهر «خلط الألسنة» إلى مؤتمر التحليل النفسي الدولي الثاني عشر في فيسبادن في ألمانيا في 4 سبتمبر 1932.
عادت سمعة فيرينتزي للحياة في عام 2002 بعد نشر كتاب «بين التواري وإعادة الإحياء: شاندور فيرينتزي في تاريخ التحليل النفسي». تناول أحد فصول الكتاب طبيعة العلاقة بين فرويد فيرينتزي.

## أفكار فيرينتزي الرئيسية

### دوره في العلاج النفسي التحليلي
دعا فيرينتزي إلى دور أكثر فاعلية للمحلل النفسي على عكس رأي فرويد بمبدأ التحفظ العلاجي، فعلى سبيل المثال: شجع فيرينتزي على مشاركة المريض بحرية بدلًا من تأدية دور المستمع المتلقي فقط. اعتاد فيرينتزي على اختصار بعض الاستجابات اللفظية وغير اللفظية على حد سواء كي يسمح للأفكار والمشاعر المكبوتة في الظهور. وصف فيرينتزي في دراسة حالة (1980) الطريقة التي استخدم فيها نوعًا من التنشيط السلوكي (غير شائع في العلاج النفسي التحليلي في ذلك الوقت)، وذلك عندما طلب من مغنية أوبرا تعاني من قلق الأداء بالغناء أثناء جلسة العلاج لتواجه بهذه الطريقة مخاوفها (راخمان 2007).

### التعاطف السريري في التحليل النفسي
اعتقد فيرينتزي أن تبادل المشاعر أثناء العلاج هو أساس التفاعل السريري، وأسند ذلك إلى التجربة الذاتية للمريض (المُحَلَّل نفسيًا). كان دور المحلل النفسي السائد آنذاك كدور الطبيب الذي يضع العلاج بناءً على الحكم التشخيصي للأمراض النفسية، ولكن أراد فيرينتزي أن يصبح المريض مشاركًا في العلاج الثنائي. كان التركيز على تبادل المشاعر خلال اللقاء العلاجي مساهمة مهمة في تطور التحليل النفسي. اعتقد فيرينتزي أيضًا أن كشف المحلل عن ذاته قوة علاجية مهمة، وقد أدت مشاركة شخصية المعالج ضمن العلاج إلى تطوير فكرة اللقاء المتبادل: يُسمح للمعالج بمناقشة بعض المحتوى من حياته وأفكاره، طالما أنه ذو صلة بالعلاج. هذا على عكس التحفظ العلاجي الفرويدي الذي ينص على أن المعالج لا ينبغي أن يشرك حياته/ حياتها الشخصية في العلاج، ويجب أن يبقى محايدًا. اللقاء المتبادل هو سابق لنظرية التحليل النفسي «علم النفس الثنائي».

### نظرية «خلط الألسنة» في الصدمة
اعتقد فيرينتزي أن التأثير الراضي المستمر للإفراط المزمن أو الحرمان أو فشل تبادل المشاعر (وهو مصطلح أوضحه هاينز كوهوت) خلال الطفولة هو ما يسبب الاضطرابات العصابية واضطرابات الشخصية والاضطرابات الحدية والذهانية. وفقًا لهذا المفهوم، تتطور الصدمة بسبب الإغواء الجنسي للطفل من قبل أحد الوالدين أو من شخصية ذات سلطة. يحدث خلط الألسنة عندما يتظاهر الطفل بأنه زوج الوالد. يفسر الراشد المريض هذه اللعبة الطفولية البريئة وفقًا لما يرغب (لسان العاطفة) ثم يجبر الطفل على الامتثال لما يرغب. يستخدم البالغ لسانًا لا يعرفه الطفل ويفسر لعبة الطفل البريئة (لسانه الطفولي) وفقًا لمنظوره المضطرب. على سبيل المثال: يلعب الأب مع فتاته الصغيرة، وخلال لعبتهم المشتركة، تقدم له دور زوجته وتريد منه أن ينام معها مثلما ينام مع والدتها. يسيء الأب المرضي تفسير هذا العرض الطفولي، ويلمس ابنته بطريقة غير لائقة أثناء وجودهما في السرير معًا. هنا، تحدثت الطفلة بلغتها الطفولية البريئة، ولكن فسر الأب عرضها بلغته الجنسية البالغة. يحاول الكبار أيضًا إقناع الطفل بأن الشهوة من جانبه هي حقًا الحب الذي يتوق إليه الطفل. عزا فيرينتزي فكرة الصدمة إلى الإهمال العاطفي وسوء المعاملة الجسدية والفشل التعاطفي، ومن أبرز مظاهر هذه الاضطرابات هو الاعتداء الجنسي.

### العودة إلى الرحم
اقترح فيرينتزي أن الرغبة في العودة إلى الرحم والراحة في السائل الأمنيوسي ترمز إلى الرغبة في العودة إلى أصل الحياة، أي البحر. أصبحت فكرة العودة إلى الرحم من سمات ما يسمى بمدرسة بودابست التي استمرت حتى زمن التلميذ مايكل بالينت وورقة عام 1937 حول الحب الأساسي. وفقًا لفيرينتزي، كانت كل أشكال الممارسة الإنسانية -وخاصة الجنس- محاولة لإعادة الأعضاء التناسلية إلى تجربة داخل الرحم -وهي نظرية نشرها المهندس المعماري ريتشارد نيوترا وربما تكون قد ألهمت افتان نيوترا بالانقطاع عن الرحم.

## روابط خارجية
- شاندور فيرينتزي على موقع الموسوعة البريطانية (الإنجليزية)